# Necatorona
La necatorona es un pigmento alcaloidal aislado de los cuerpos fructíferos de los hongo Lactarius turpis o L. necator y Lactarius atroviridis. Es soluble en DMSO y disolventes básicos; es ligeramente soluble en metanol y acetona.  La necatorona es un mutágeno.

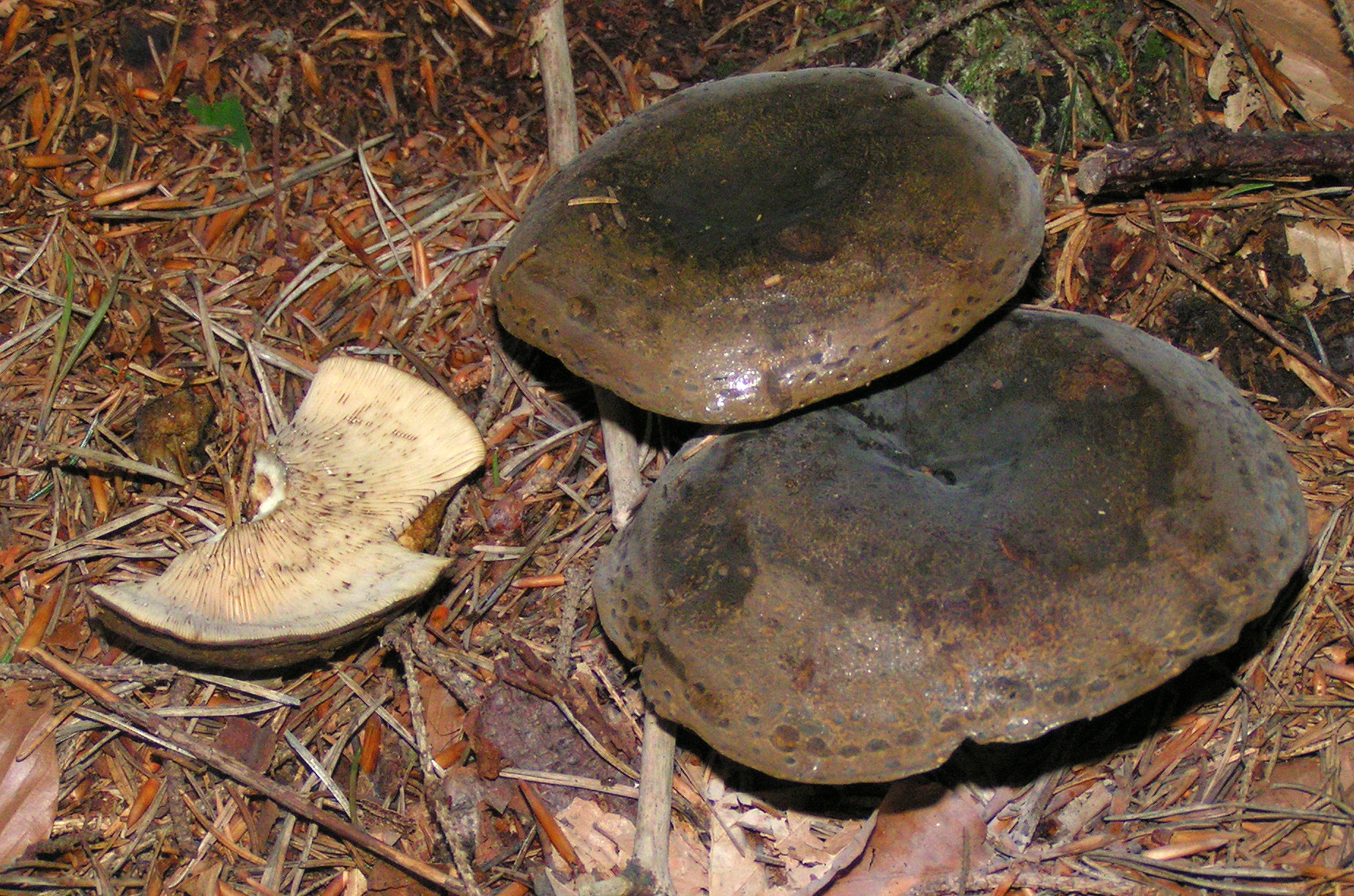
Lactarius turpis (Sin. L. necator)

## Dímeros
Además de la necatorona, se han aislado dímeros de este alcaloide en ambas especies de Lactarius. Como los monómeros, estos compuestos son mutagénicos.

## Síntesis
Se han propuesto diversos métodos de síntesis de la necatorona.  
Se puede realizar la síntesis por ciclización oxidativa de la 1-(2-amino-5-hidroxifenil)isoquinolino-6,7-diol.